# Gerry Baker (cầu thủ bóng đá, sinh năm 1939)
Gerald Baker (sinh ngày 22 tháng 4 năm 1939) là một cựu cầu thủ bóng đá người Anh sinh ra ở South Hiendley, sau đó là Hemsworth Rural District, Yorkshire, thi đấu ở vị trí hậu vệ ở Football League cho Bradford Park Avenue.